# مونتسانو (واشینگتن)
مونتسانو (به انگلیسی: Montesano) شهری در شهرستان گریز هاربر ایالت واشنگتن است که در سرشماری سال ۲۰۱۰ میلادی، ۳۹۷۶ نفر جمعیت داشته است.